# Tom Van Grieken
Tom Jozef Irène Van Grieken (Anversa, 7 ottobre 1986) è un politico belga fiammingo, membro e presidente del Vlaams Belang.
Dal 2014 è deputato fiammingo.

## Biografia
Van Grieken è nato ad Anversa. Ha trascorso dieci anni della sua infanzia nella zona di Carnotstraat della città, nota per la sua grande popolazione di immigrati, e in seguito si è trasferito a Mortsel da adolescente, dove è stato anche consigliere comunale. Suo padre, Luc Van Grieken, è un poliziotto in pensione della gendarmeria belga e sua madre lavorava in una tabaccheria. Ha studiato gestione della comunicazione alla Plantijn Hogeschool e ha lavorato nel settore pubblicitario prima di entrare in politica a tempo pieno.

## Carriera politica

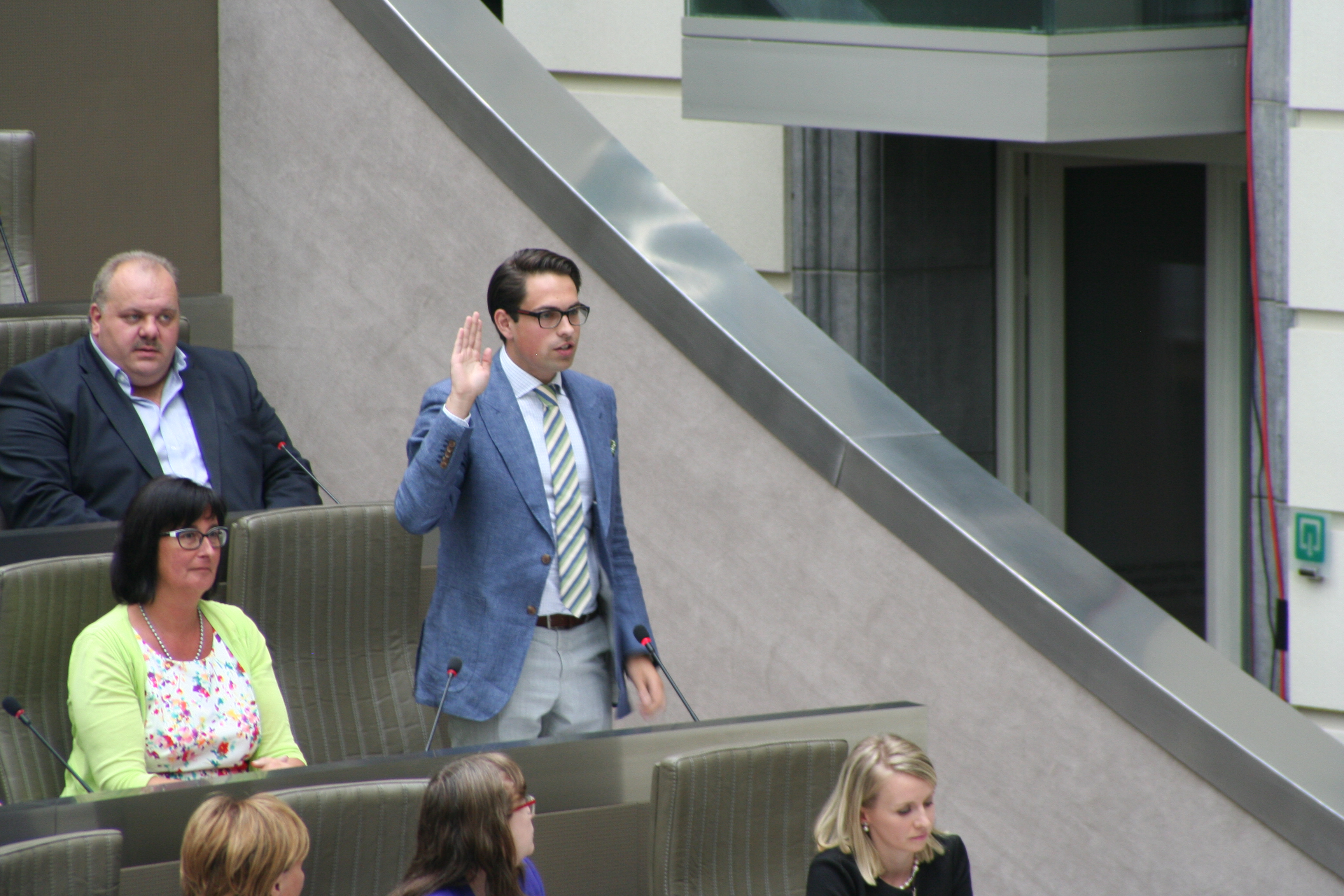
Van Grieken giura come parlamentare fiammingo (2014)

Come allievo e studente, Tom Van Grieken è stato rispettivamente attivo nel Nationalistisch JongStudentenVerbond e nel Nationalistische Studentenvereniging, diventando infine presidente nazionale del NSV. Dopo gli studi, Van Grieken divenne il leader dell'ala giovanile del Vlaams Belang. Nel settembre 2014 è stato nominato dal consiglio del partito nuovo leader del partito. Al congresso del partito in ottobre si è opposto e ha ottenuto il 93% dei voti, diventando il più giovane leader del partito del Belgio in assoluto.
È membro del consiglio comunale di Mortsel dal 2007 e del Parlamento fiammingo dal 2014.

## Idee politiche

### Nazionalismo fiammingo
Insieme alla piattaforma del VB, Van Grieken sostiene l'indipendenza della regione fiamminga di lingua olandese del Belgio. Afferma che le regioni fiamminga e vallone presentano troppe differenze politiche e culturali che paralizzano lo Stato belga e impediscono alle Fiandre di avere un maggiore successo. Si definisce un patriota fiammingo piuttosto che un nazionalista. Afferma spesso che il patriottismo è amore e paragona l'amore per il proprio paese all'amore che una madre ha per suo figlio: "Il patriottismo è amore. Una madre ama suo figlio e vuole proteggerlo più di tutti gli altri bambini. Questo non significa che odi gli altri bambini. Uno stato è lo stesso. Ha il dovere di prendersi cura prima di tutto dei propri cittadini. Ogni euro può essere speso una sola volta. Solo se ci prendiamo cura dei bisogni dei nostri cittadini, possiamo prendere in considerazione l'idea di aiutare gli altri".
Van Grieken ha anche citato le rivolte della Lega Araba Europea nel 2002, di cui è stato testimone, e la carriera di suo padre nelle forze dell'ordine come influenze sulle sue opinioni politiche.

### Sostegno a Donald Trump
Van Grieken ha sostenuto Donald Trump per la presidenza. Ha visto l'elezione di Donald Trump (e la Brexit) come l'inizio di "un'ondata patriottica che si abbatterà sull'Europa". Ha difeso pubblicamente Trump più volte e in molte occasioni ha accusato i media fiamminghi ed europei di essere prevenuti nei confronti del presidente degli Stati Uniti.